# Peter Zieme
Peter Zieme (Berlin, 1942. április 19. –) német orientalista, turkológus, az MTA tiszteleti tagja.
1965-ben végzett a berlini Humboldt Egyetemen, majd 1965 és 1969 között ugyanott folytatott doktori tanulmányokat. Miután megvédte disszertációját – „A Turfanban talált türk manicheus szövegek nyelvészeti és irodalmi vizsgálata” – 1969-ben kutatóként kezdett dolgozni a Német Demokratikus Köztársaság Kelet-kutató Intézetében. 1984-ben habilitált az NDK Tudományos Akadémiáján.
1993-tól tagja a Berlini–Brandenburgi Tudományos Akadémián működő Turfan-kutatócsoportnak (Turfanforschung); 1994-ben a Szabad Berlini Egyetem tiszteletbeli professzora lett; 1999-ben a Bajor Tudományos Akadémia tagjává választották; 2000-ben a Magyar Tudományos Akadémia tiszteleti tagja lett; 2012-ben a Török Nyelvtudományi Társaság (Türk Dil Kurumu) tiszteletbeli tagjává választották; 2019-ben pedig az Egyesült Királyság humán- és társadalomtudományi akadémiájának (British Academy) tagja lett.
Zieme nagymértékben hozzájárult az óujgur szövegek kutatásához. Több mint 14 könyv és 200 szakcikk szerzőjeként, számos Közép-Ázsiával foglalkozó irodalmi és paleográfiai kiadvány főszerkesztőjeként mind a mai napig aktívan kutatja a turfani óujgur szövegeket.

## Főbb munkái
- Die Stabreimtexte der Uiguren von Turfan und Dunhuang. Studien zur alttürkischen Dichtung. Budapest 1991, ISBN 963-05-5301-5
- Religion und Gesellschaft im uigurischen Königreich von Qočo. Kolophone und Stifter des alttürkischen buddhistischen Schrifttums aus Zentralasien. Opladen 1992, ISBN 3-531-05106-7
- Fragmenta Buddhica Uigurica. Ausgewählte Schriften. Berlin 2009, ISBN 978-3-87997-349-1
- Altuigurische Texte der Kirche des Ostens aus Zentralasien. Old Uigur texts of the Church of the East from Central Asia. Piscataway 2015, ISBN 1-4632-0551-1